# 台視交響樂團
台視交響樂團（英語：Taiwan Television Symphony Orchestra），為台灣電視公司（台視）所屬之交響樂團及第一個樂團，成立於1967年7月7日。

## 歷史

台視交響樂團在台北市中山堂舉行首次演奏會

台視是台灣電視史上最早擁有自己專屬樂團的電視台。台視開播初期，並無設置樂團，誰製作歌唱節目、誰就自己帶樂團來；例如關華石製作的歌唱節目《群星會》就是關華石臨時聘請樂師組成樂團擔任伴奏，關華石並兼任小提琴手。
1967年3月，台視開始籌組台視交響樂團，台視副總經理何貽謀兼任團長，前國立音樂研究所所長鄧昌國擔任第一屆指揮，陳暾初擔任第一屆首席小提琴，團員編制為42人，團員平均年齡25歲，大部分團員是大專院校音樂科系的畢業生與在校生，少部分團員是大專院校音樂科系教師。台視交響樂團每週練習一次，在台視30分鐘現場直播音樂節目《交響樂時間》每集固定演出約20分鐘；台視交響樂團所需的全尺寸鋼琴一台、低音提琴兩台、定音鼓兩台等樂器均採用功學社總經理謝文河贊助的山葉株式會社製品，以折抵該節目的廣告費。當時台視交響樂團組織分為弦樂器、木管樂器、銅管樂器、打擊樂器等四類，詳細編制如下：
1. 弦樂器：第一小提琴8席、第二小提琴6席、中提琴4席、大提琴4席、低音提琴2席。
2. 木管樂器：長笛2席（兼奏短笛）、雙簧管2席、豎笛2席、低音管2席。
3. 銅管樂器：法國號3席、小喇叭2席、伸縮喇叭3席。
4. 打擊樂器：定音鼓1席（臨時加入大鼓、小鼓、鑼、鈸、三角鐵等）。

1967年7月7日20:30～21:00，台視交響樂團首次在《交響樂時間》公演，演奏曲目為莫札特《魔笛序曲》與貝多芬《皇帝協奏曲第一樂章》，藤田梓擔任鋼琴伴奏。1968年，《交響樂時間》分化為器樂部分與聲樂部分，兩節目隔週輪流首播一次；前者稱為《交響樂時間》，內容包括交響樂、管弦樂小品、序曲、協奏曲等；後者稱為《你喜愛的歌》，內容包括獨唱、合唱、重唱，台視交響樂團的弦樂團員或管樂團員擔任伴奏，歌曲內容包括藝術歌曲、民歌、歌劇選曲等。1967年7月14日，《你喜愛的歌》開播，董蘭芬擔任音樂指導，鄧昌國指揮台視交響樂團伴奏，第一集演唱者為四位聲樂家黃麗娟、趙琴、戴雅惠、梁英朝。
1968年2月，配合本年1月21日教育部文化局邀集音樂界人士舉行的座談會將本年定為「中華民國音樂年」，台視舉辦「藝術歌曲演唱人員訓練班」，為期三個月，鄧昌國與董蘭芬擔任指導。1968年6月7日，台視藝術歌曲演唱人員訓練班結訓，在《你喜愛的歌》中舉行美國民謠作曲家史蒂芬·福斯特作品演唱會，並將《你喜愛的歌》播出時間延長為60分鐘，鄧昌國指揮台視交響樂團伴奏。
1969年初，鄧昌國提議台視交響樂團增聘一位指揮。1969年3月7日，台視邀請菲律賓音樂大學校長艾里索·帕赫羅擔任台視交響樂團客座指揮，演奏艾里索·帕赫羅鋼琴協奏曲，藤田梓擔任鋼琴獨奏。1969年5月，台視聘請國立藝專（今國立臺灣藝術大學）教授王沛綸擔任《你喜愛的歌》的台視交響樂團指揮。1969年10月，台視交響樂團在國立藝術館舉行公演。1969年11月，由於鄧昌國因身體不適而請辭，台視聘請張大勝擔任台視交響樂團指揮；德國籍的柯尼希、莫絲菲、杜詩陶（F. Dustdar）、艾麗卡（E. Konig），美國籍的D. Burnite、A. Fielder，伊朗籍的賀仁，皆隨張大勝同時加盟台視交響樂團；台視又先後聘請兩位作曲家史惟亮、許常惠在《交響樂時間》與《你喜愛的歌》擔任樂曲解說，兼任台視交響樂團顧問。後來還有日本籍的吉永禎三、韓國籍的李芳恩、美國籍的顏天樂、美國籍的克拉克等人加盟台視交響樂團。
1970年3月，台視交響樂團在三軍大學（今國防大學）舉行公演。1970年4月，中國電視公司成立中視大樂隊，台視交響樂團面臨來自中視大樂隊的競爭。1970年8月，台視交響樂團在高雄市華王大飯店、臺南市私立光華女子高級中學、臺中市新民戲院等地舉行巡迴公演。1970年10月，《交響樂時間》與《你喜愛的歌》被合併為《音樂之夜》，播出時間為每週五晚間，每集40分鐘；王沛綸離開台視交響樂團。兩個月後，《音樂之夜》播出時間改為每週六晚間，每集30分鐘。《音樂之夜》統由張大勝指揮，敦請兩位青年聲樂家辛永秀、唐震擔任指導。
1971年10月31日，中華電視台開播；台視交響樂團面臨以爵士樂為主軸的華視大樂隊的競爭。
1972年春季，由於《音樂之夜》一直沒有廣告客戶的支持，台視交響樂團面臨經費困境。1972年5月6日，台視交響樂團在台北市中山堂舉行首次演奏會，張大勝指揮當時45人制的台視交響樂團演奏孟德爾頌的《芬格爾洞序曲》、布拉姆斯的《D大調小提琴協奏曲》、聖桑的《A小調大提琴協奏曲》與舒伯特的《C小調交響曲第4號》。中國文化學院客座教授蕭滋觀賞該次公演之後，得知台視交響樂團即將解散，隨即撰文刊登台灣各大報紙，稱讚該次公演是他九年來感到最滿意的一場音樂會，呼籲社會各界搶救台視交響樂團，但少有迴響。許常惠觀賞該次公演之後撰文表示，台視交響樂團全體演奏者46人之中有12人是職業演奏家，職業演奏家僅有一人是中華民國國籍、其他全是外國籍；台灣其他交響樂團，幾乎全由業餘演奏者組成。
1972年7月，為了維持已增加至五十多人的台視交響樂團的運作，《音樂之夜》停播，台視交響樂團改在1962年12月11日開播的台視音樂節目《電視樂府》作每月一次的演奏。1972年11月8日，王沛綸因肺出血逝世，享年64歲。1973年12月25日，《電視樂府》停播。《電視樂府》前10年是每週播出一集，每集30分鐘；最後一年多，則是每兩週播出一集。除了台視交響樂團以外，《電視樂府》也邀請其他演奏家、交響樂團、國樂團、合唱團來表演。
大約1974年底，台視交響樂團宣告解散。台視交響樂團的演出節目資料已隨著某年的台視大樓火災而亡佚。

## 資料來源
主要資料來源
1. 中華民國電視學會電視年鑑暨電視叢書編纂委員會 編纂，《中華民國電視年鑑第一輯：民國五十年至六十四年》，中華民國電視學會1976年5月30日出版，第90至92頁。
2. 何貽謀，《台灣電視風雲錄》 （页面存档备份，存于），台灣商務印書館2002年1月5日出版，ISBN 9570517352，第157至158頁。

次要資料來源
1. ↑  中華民國電視學會電視年鑑暨電視叢書編纂委員會 編纂，《中華民國電視年鑑第一輯：民國五十年至六十四年》，中華民國電視學會1976年5月30日出版，第227頁。
2. ↑  〈音樂界昨集會決定 今年為音樂年 全力發展各項音樂活動〉[永久]，《聯合報》，1968年1月22日第9版
3. ↑  郭惠煜 拍攝，〈台視交響樂團在中山堂舉行首次音樂演奏會〉[永久]，《中央日報》1972年5月7日
4. ↑  許常惠. . 中國時報. 1972-05-16 （中文（臺灣））.
5. ↑  阿丙. . 《電視周刊》第1256期 (台視文化公司). 1986-11-02: 170－171. （原始内容存档于2020-02-01） 使用|archiveurl=需要含有|url= (帮助) （中文（臺灣））. 「電視樂府」……於民國五十一年十二月十一日首次開播，到六十二年十二月廿五日才告停播，前後持續了十一年之久……當時是由台視的音樂指導李祥龍（李祥）及劉大德（劉振怡）聯合策畫、製作的，其內容當然以古典音樂的演奏及欣賞為主。前十年是每周播出一次、每次卅分鐘，最後一年則以隔周的方式播出，前後共播出五百五十幾次節目。
6. ↑  台灣大百科全書「台視交響樂團」條目 （页面存档备份，存于），參考資料：該條目撰稿者楊子偉採訪前台視交響樂團副總幹事王恆。